# Karibib
 (décembre 2016).
Si vous disposez d'ouvrages ou d'articles de référence ou si vous connaissez des sites web de qualité traitant du thème abordé ici, merci de compléter l'article en donnant les références utiles à sa vérifiabilité et en les liant à la section « Notes et références ».
Karibib est une petite ville de Namibie située à mi-chemin sur la route entre Windhoek et Swakopmund.

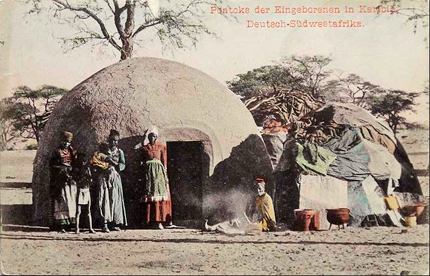
Karibib, Pontok - maison traditionnelle, à la fin du XIXe siècle

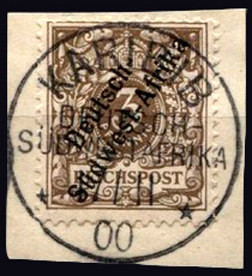
Timbres pour l'Afrique du Sud-Ouest Allemande cachet de la poste Karibib 1900

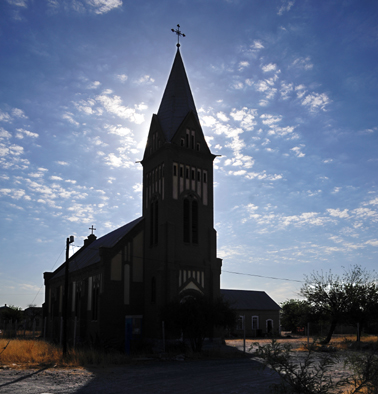
Église à Karibib

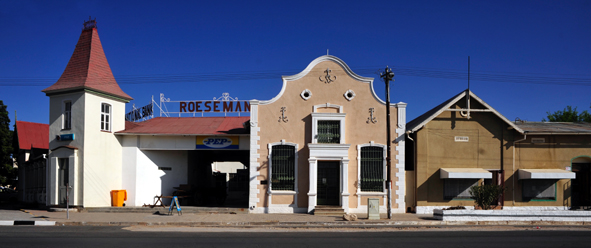
maison Rosemann à Karibib

La ville de 12 000 habitants est réputée pour la qualité de son marbre qui est sa principale industrie, utilisée pour de nombreux bâtiments namibiens et sud-africains (bâtiments du parlement du Cap, l'aéroport international de Francfort). La seule mine d'or du pays est située également près de Karibib à Navachab.

## Bâtiments historiques de la ville
- Kaiserbrunnen (1906-1908) déclaré monument national le 16 juin 1986
- Halbich Branch (établissement de commerce)
- Rosemann Building (1900), monument national depuis le 20 décembre 1979
- Woll House (1900), architecture coloniale en granit, déclaré monument national le 15 mai 1986
- Supplies Post (1911), monument national depuis le 15 mai 1986
- Hotel "Zum Grunen Kranze" (1913), monument national depuis le 15 mai 1986
- La station de chemin de fer (1900-1901)
- le cimetière